# Psychotria caudata
Psychotria caudata är en måreväxtart som beskrevs av M.Gomes. Psychotria caudata ingår i släktet Psychotria och familjen måreväxter. Inga underarter finns listade i Catalogue of Life.